# Modul University Vienna
Die Modul University Vienna ist eine Privatuniversität mit Sitz am Kahlenberg im 19. Wiener Gemeindebezirk. Sie bietet Studiengänge in Wirtschaft und insbesondere Tourismus an.
Studienprogramme werden neben Wien seit 2016 auch in Dubai (VAE) und seit 2017 in Nanjing (VR China) angeboten. Im Studienjahr 2018/19 waren insgesamt 942 Studierende an der Privatuniversität eingeschrieben, 186 davon am Studienort Dubai und 89 am Studienort Nanjing.

## Geschichte

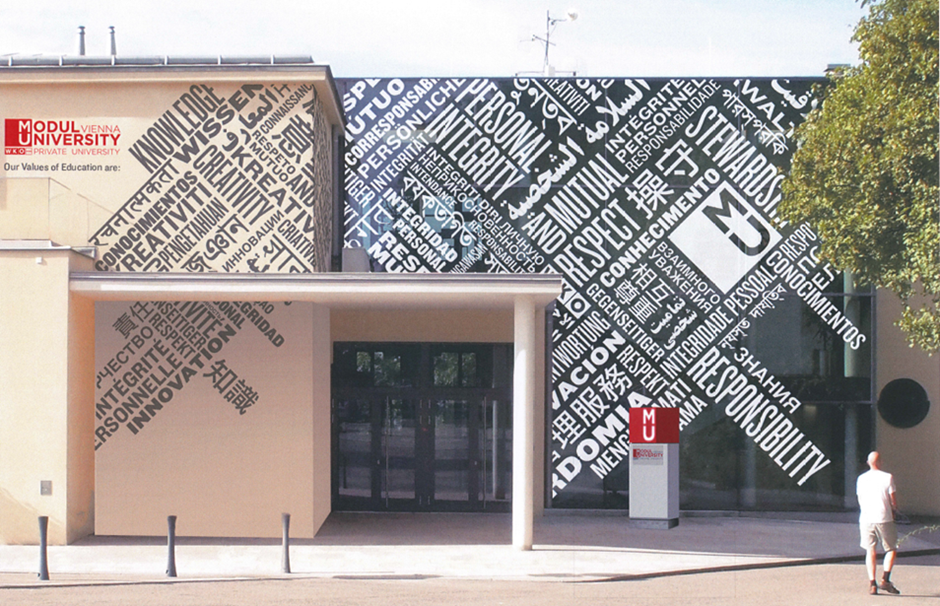
Eingangsbereich der Modul University Vienna

Die Universität wurde von der Wirtschaftskammer Wien (90 %) und der Stiftung des saudisch-österreichischen Geschäftsmannes Mohamed Bin Issa Al Jaber (10 %) initiiert und mit Unterstützung der Stadt Wien bzw. des WienTourismus errichtet. Ziel der Gründer war, Studenten international ausgerichtete, praxisbezogene (Post-Graduate-)Studien in den Bereichen Tourismuswissenschaft, Informationstechnologie und öffentliche Verwaltung („Public Governance“) anzubieten und dabei die aktive Rolle Wiens im europäischen Städtetourismus zu nutzen. Zum Gründungsrektor wurde Karl Wöber bestellt.
Die MU Vienna wurde im Sommer 2007 als Privatuniversität akkreditiert und startete ihren Betrieb im Wintersemester 2007/2008. Im Jahr 2012 übernahm die Wirtschaftskammer Wien die alleinige Eigentümerschaft. Innerhalb der ersten zehn Jahre erfolgte die Akkreditierung von drei Bachelor- und vier Masterstudiengängen. Die Akkreditierung eines PhD-Programms erfolgte 2012. Die Studienprogramme der MU für Tourismus sind seit 2012 von der Zertifizierungsagentur Ted.Qual der Welttourismusorganisation der Vereinten Nationen (UNWTO) zertifiziert.
2015 wurde mit der Modul University Technology GmbH eine Tochtergesellschaft mit den Forschungsschwerpunkten Multimedia-Applikationen, interaktives TV und automatisierte Wissensextraktionsverfahren gegründet.
2018 wurde ein Kompetenzzentrum für Unternehmensgründer (Start-Up Hub) gegründet. Schwerpunkte liegen im Bereich  Dienstleistungsmanagement und die disziplinenübergreifende Innovationsforschung. Zudem besteht das Taents Squared Kompetenzzentrum für die Unterstützung von Gründern in den Bereichen Food & Beverage, Hospitality und Serviceindustrie.
Im Jahr 2020 gab die Wirtschaftskammer Wien 90 % ihrer Eigentumsanteile an den britischen Unternehmer Suresh Sivagnanam (* 1970) ab. Am 12. Mai 2023 gab die Universität bekannt, dass das der rechtskonservativen Orbán-Regierung nahestehende Mathias Corvinus Collegium (MCC) die Anteile von Suresh Sivagnanam übernommen hat.

## Akademische Einheiten
Die Modul University Vienna besteht aus vier wissenschaftlichen Abteilungen und einem Forschungsinstitut:
- Nachhaltigkeit, Governance und Methoden
- Tourismus- und Dienstleistungsmanagement
- Internationales Management
- Angewandte Datenwissenschaft
- Forschungsinstitut für Neue Medientechnologie

## Studiengänge
- Bachelor of Science (BSc) in International Management
- Bachelor of Science (BSc) in International Management with Professional Experience (in Akkreditierung)
- Bachelor of Science (BSc) in Applied Data Science (in Akkreditierung)
- Bachelor of Business Administration (BBA) in Tourism and Hospitality Management
- Bachelor of Business Administration (BBA) in Tourism, Hotel Management and Operations
- Master of Science (MSc) in Sustainable Development, Management and Policy
- Master of Science (MSc) in International Tourism Management
- Master of Science (MSc) in Management
- Master of Business Administration (MBA)
- Doctor of Philosophy (PhD) in Business and Socioeconomic Sciences

## Forschung
Von 2007 bis 2017 haben die Mitarbeiter der Modul University Vienna 670 wissenschaftliche Publikationen und 600 Konferenzbeiträge veröffentlicht sowie 68 nationale und internationale Forschungsprojekte abgeschlossen. Im Jahr 2015 wurde die Modul University Technology GmbH gegründet, eine Tochtergesellschaft mit den Forschungsschwerpunkten Multimedia-Applikationen, interaktives TV und automatisierte Wissensextraktionsverfahren.

## Auszeichnungen und Rangreihungen
Im Jahr 2018 und im Jahr 2020 rangierte die Privatuniversität im U-Multirank Universitätsranking in der Kategorie „am häufigsten zitierte Veröffentlichungen“ unter den besten 25 Universitäten der Welt. Im THE World University Ranking und im QS World University Ranking wurde 2020 keine Platzierung unter den besten 1000 Universitäten erreicht. Die Privatuniversität erhielt den Sustainability Award 2012 für ihr Projekt „Förderung von nachhaltigen Stakeholderinitiativen“ im Handlungsfeld Strukturelle Verankerung. Im Jahr 2016 folgte die Prämierung mit zwei Auszeichnungen für ihre Arbeit im Bereich der Bildung über Nachhaltigkeit: die zweiten Plätze für das Projekt „SusToGo – Sustainability to go“ in der Kategorie „Studentische Initiativen“ und für das Projekt „DecarboNet“ in der Kategorie „Kommunikation und Entscheidungsfindung“.
Seit 2008 ist die MU Vienna affiliiertes Mitglied der Weltorganisation für Tourismus (UNWTO). Die UNWTO verlieh der MU Vienna und der Österreich Werbung 2009 für das gemeinsame Statistikprojekt TourMIS (Touristisches Marketinginformationssystem) den Ulysses-Preis. für Innovationen in der Tourismuswirtschaft.

## Persönlichkeiten (Auswahl)

### Ehrensenatoren
- Brigitte Jank (* 1951)
- Mohamed Bin Issa Al Jaber (* 1959)

### Ehrenringträger
- Erich Auerbäck (* 1947), Vorsitzender des Projektteams für die Planung und Gründung der Universität

### Universitätsrat
- Elisabeth Köstinger (* 1978), Politikerin
- Zoltan Szalai
- Botond Varga
- Balázs Szepesi
- Kasia Greco (* 1971), Politikerin
- Karim Jalloul
- Rony Flatscher
- Alfred Posamentier[20]